# Life Goes On (televisieserie)
Life Goes On is een Amerikaanse dramaserie die tussen 12 september 1989 tot 23 mei 1993 op de televisiezender ABC werd uitgezonden.
Life Goes On ging rondom de familie Thatcher, wonende in Glen Brook, een fictieve buitenwijk in Chicago. Centrale plotlijnen gingen mede over het leven van de zoon Charles "Corky" Thatcher (vertolkt door Chris Burke) die het syndroom van Down had, en de relatie tussen dochter Becca en haar vriend Jesse, die met hiv besmet was.
De serie liep vier seizoenen en er zijn in totaal 83 afleveringen van gemaakt. Vanaf 1993 bracht RTL 4 de serie in Nederland op de buis.
De titelsong was een coverversie van The Beatles' "Ob-La-Di, Ob-La-Da", uitgevoerd door Patti LuPone en de rest van de cast.